# Ischnoplax pectinata
Ischnoplax pectinata är en blötdjursart som först beskrevs av Sowerby 1840.  Ischnoplax pectinata ingår i släktet Ischnoplax och familjen Ischnochitonidae. Inga underarter finns listade i Catalogue of Life.